# Fulgora laternaria
Fulgora laternaria, deutsch manchmal „Laternenträger“ genannt, ist eine Zikadenart des tropischen Süd- und Mittelamerika. Der Art wurde früher irrtümlich Leuchtvermögen zugesprochen. Sie ist auffallend durch ihre Körpergröße und aufgrund des bizarren Kopffortsatzes, der in Seitenansicht an ein Reptil erinnert.

## Merkmale
Fulgora laternaria erreicht eine Körpergröße von 65 bis 105 Millimeter und ist damit für eine Zikade ungewöhnlich groß. Die Grundfarbe ist gelbbraun mit diffuser dunkler Zeichnung und kleinen weißen Flecken, die auf Wachsausscheidungen zurückgehen. Die Vorderflügel (Tegmina) sind etwas durchscheinend opak, im Spitzenteil mit zahlreichen Queradern, die fast runde Zellen abteilen. Die Hinterflügel tragen in der Vorderhälfte einen auffallenden großen Augenfleck, der im Zentrum eine weiße Zeichnung trägt, die an eine Pupille erinnert. Der Kopf besitzt vor den Augen eine große blasenförmige, etwas langgestreckte, zu den Enden hin schmaler werdende Erweiterung, deren Gestalt bei Ansicht von oben mit einer Erdnuss verglichen wurde, diese trägt basal an den Seiten jeweils ein kleines Zähnchen. Ihre Länge beträgt etwa 28 Millimeter. Das Aussehen in Seitenansicht wurde mit dem Kopf eines Alligators, mit Zahnreihe sowie falschen Augen, verglichen.

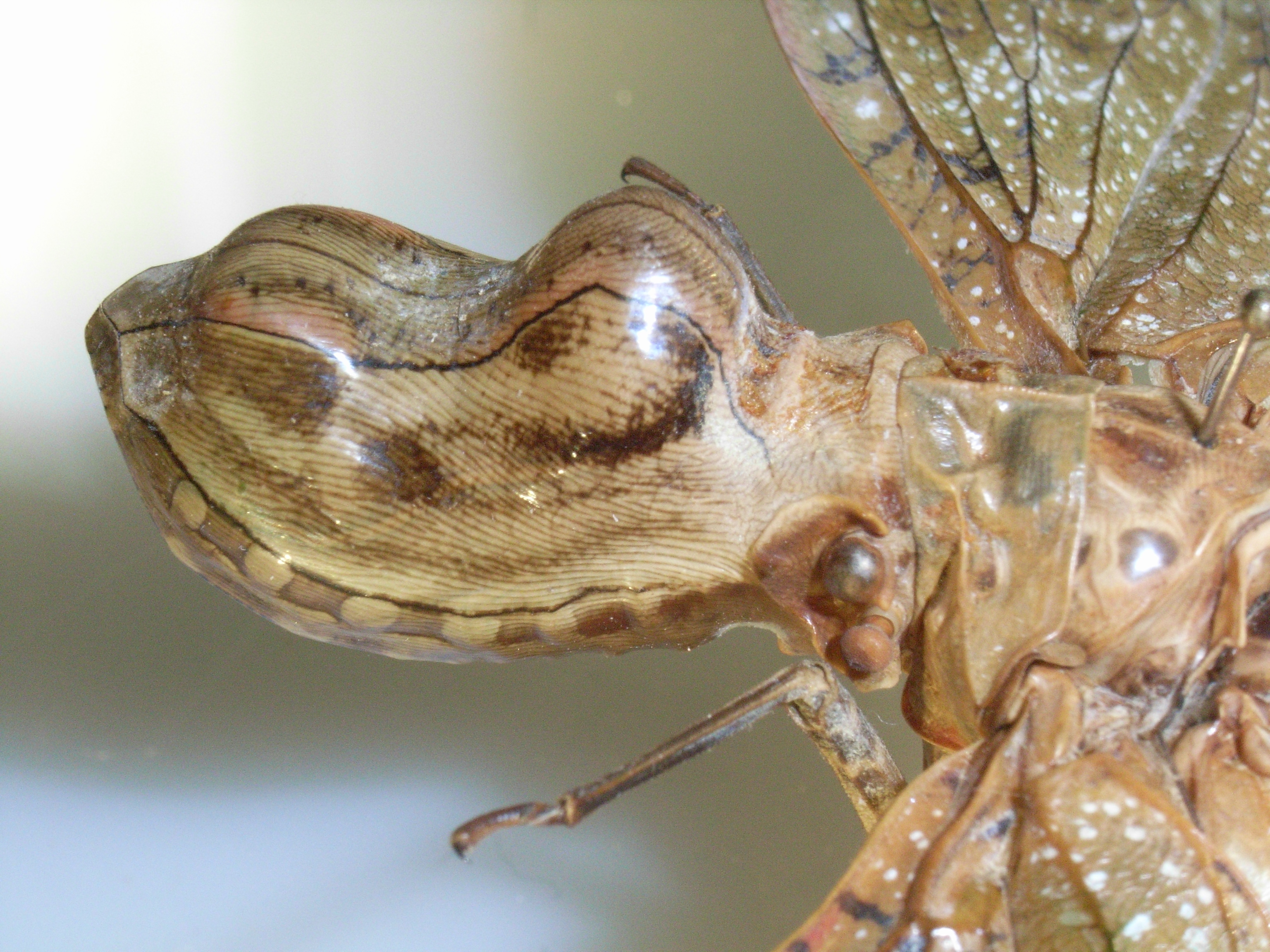
Kopffortsatz (Seitenansicht): der „Alligatorkopf“

Die Art ist von den anderen sieben Arten der Gattung an der Form des Kopffortsatzes unterscheidbar.

## Verbreitung
Die Art lebt im tropischen Südamerika östlich der Anden und in Mittelamerika, so in Brasilien, Peru, Honduras, Panama, Guatemala, Costa Rica.

## Biologie und Lebensweise
Trotz der auffallenden Körpergestalt und dadurch bedingten langen Bekanntheit der Art ist ihre Lebensweise nur lückenhaft erforscht. Die Art lebt, wie alle Arten der Gattung, im Stammbereich und in den Baumkronen von Laubbaumarten im tropischen Regenwald. Weibchen legen hier auch ihre Eigelege ab, die von einer schaumartigen, erhärtenden Masse umgeben werden. Die Nymphen leben im selben Lebensraum wie die Imagines. Vermutlich gibt es nur eine Generation im Jahr (monovoltin). Die Imagines sind nachtaktiv; nachts fliegen sie gelegentlich künstliche Lichtquellen an.
Als Wirtsarten der Tiere werden folgende Baumarten angegeben: Simarouba amara (Marupá, Fam. Simaroubaceae),  Zanthoxylum sp. (Fam. Rutaceae), Hymenaea oblongifolia und Hymenaea coubaril (Guapinol, Fam. Fabaceae). Alle befallenen Arten besitzen entweder bitteres Harz oder Milchsaft. Die Tiere bevorzugen in auffallender Weise einzelne Bäume der Art, auf denen sie manchmal viele Jahre in Folge gefunden werden können, während die meisten anderen Individuen unbesiedelt bleiben.
Die Funktion des auffallenden Kopffortsatzes könnte als eine Form der Mimikry in der Feindvermeidung liegen. In der Seitenansicht ähnelt das Tier dadurch baumlebenden Eidechsen, zum Beispiel Plica plica, mit denen sie zusammen vorkommt. Möglicherweise werden sie deshalb von den Eidechsen für Artgenossen gehalten und deshalb bei der Jagd ignoriert. Gleichsam der Feindvermeidung dienen die Augenflecken auf den Hinterflügeln. Das Insekt ist bei Ansicht von oben recht gut getarnt und ähnelt den Flechtenüberzügen auf Baumstämmen. Entdeckt es dennoch ein Vogel, werden die Augenflecken plötzlich präsentiert, um den Angreifer zu erschrecken.

## Forschungsgeschichte, populäre Mythen
Fulgora laternaria wurde in Europa bekannt durch die Abbildung in dem berühmten Werk Metamorphosis insectorum Surinamensium (1705) von Maria Sibylla Merian. Die Art wurde jedoch bereits von N. Grew 1681 abgebildet und beschrieben.

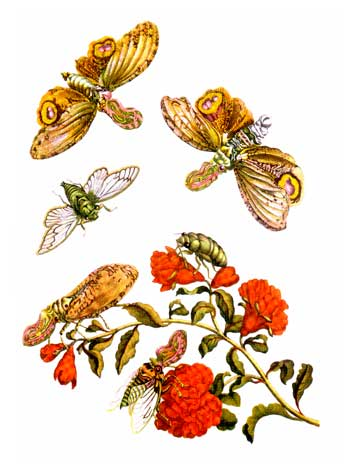
Kolorierter Kupferstich aus Metamorphosis insectorum Surinamensium, Bildtafel XLIX

In der Beschreibung Merians findet sich auch die Angabe, der Kopffortsatz der Art verfüge über Leuchtvermögen. Diese irrtümliche Angabe wurde seitdem Jahrhunderte von einem Werk in das nächste durch Abschreiben weitertradiert. Ihr verdankt die Art den populären Namen „Laternenträger“ ebenso den wissenschaftlichen Gattungs- wie auch Artnamen („Fulgora“ ist der lateinische Name der für Blitze zuständigen Göttin). Die Legende geht vermutlich auf den britischen Forscher Nehemiah Grew zurück, der eine Angabe im „Insectorum theatrum“ von Thomas Muffet (1634) missverstanden hatte. Die Angabe ist inzwischen zweifelsfrei widerlegt, nach einer biochemischen Untersuchung verfügt Fulgora nicht über die zur Biolumineszenz erforderliche Enzymausstattung.
In Südamerika ist die auffallende Art bei der Bevölkerung weithin bekannt und bis heute Gegenstand zahlreicher Mythen. Zu den erzählten Geschichten gehört u. a.: Die Art trage ein tödliches Gift, welches sowohl die Pflanzen, an denen sie sauge umbringe, wie auch durch einen Giftstich Menschen und Tiere, die ihr zu nahe kämen. Als Giftstachel gilt dabei der Saugrüssel der Tiere, mit dem sie aber tatsächlich zur Ernährung Pflanzenleitbahnen (Phloem) anstechen. Besonders gefürchtet ist, dass die Tiere wahllos zustechen würden, da sie blind seien. Die einzige Rettung, mit der ein von der Zikade Gestochener das Leben retten könne, sei, binnen 24 Stunden Geschlechtsverkehr zu haben. Von Personen mit übermäßigem sexuellen Appetit heiße es, sie wären „picado par la machaca“, vom Laternenträger gestochen. Die Bekanntheit der Art zeigt sich schon an den zahlreichen brasilianischen Trivialnamen, deren wichtigste auf die Tupí-Guaraní-Sprachen zurückgehen. Das Aussehen der Zikaden wird häufig mit Schlangen in Verbindung gebracht.

## Taxonomie
Die Art wurde von Carl von Linné als Cicada laternaria erstbeschrieben. Sie wurde durch Beschluss der ICZN zur Typusart der Gattung Fulgora Linnaeus, 1767 erklärt, um die Stabilität der Namensverwendung zu erhalten. Die Gattung Fulgora umfasst 8 Arten, möglicherweise auch 10, plus drei fossile. Synonyme zu Fulgora laternaria sind Fulgora servillei Spinola, Fulgora phosphorea Müller. Die Falschschreibung Fulgora lanternaria war zeitweise weit verbreitet.